# Jičíni járás

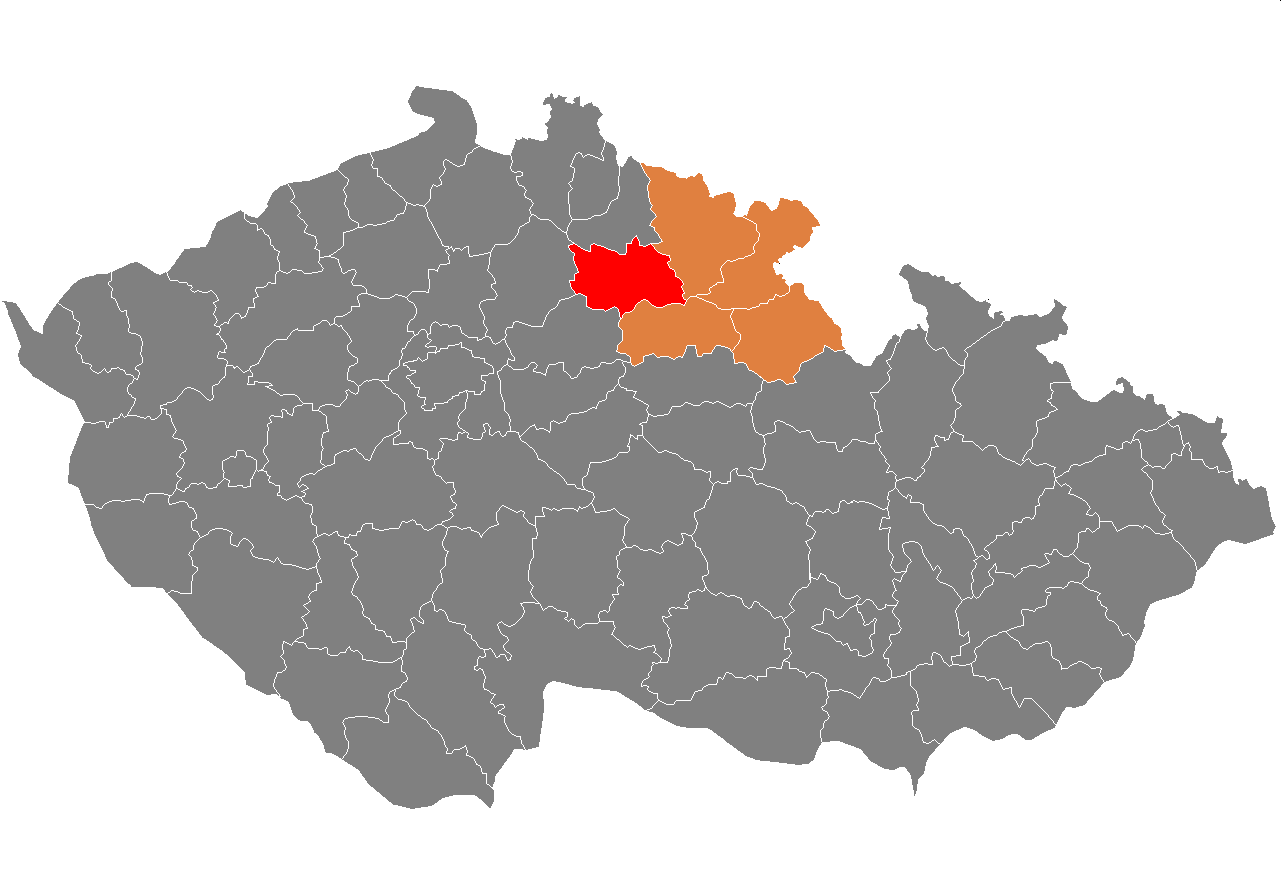
A Jičíni járás

Jičíni járás (csehül: Okres Jičín) közigazgatási egység Csehország Hradec Králové-i kerületében. Székhelye Jičín. Lakosainak száma 77 306 fő (2007). Területe 886,63 km².

## Városai, mezővárosai és községei
A városok félkövér, a mezővárosok dőlt, a községek álló betűkkel szerepelnek a felsorolásban.
Bačalky •
Bašnice •
Běchary •
Bílsko u Hořic •
Boháňka •
Borek •
Brada-Rybníček •
Březina •
Bříšťany •
Budčeves •
Bukvice •
Butoves •
Bystřice •
Cerekvice nad Bystřicí •
Červená Třemešná •
Češov •
Cholenice •
Chomutice •
Choteč •
Chyjice •
Dětenice •
Dílce •
Dobrá Voda u Hořic •
Dolní Lochov •
Dřevěnice •
Holín •
Holovousy •
Hořice •
Jeřice •
Jičín •
Jičíněves •
Jinolice •
Kacákova Lhota •
Kbelnice •
Kněžnice •
Konecchlumí •
Kopidlno •
Kostelec •
Kovač •
Kozojedy •
Kyje •
Lázně Bělohrad •
Libáň •
Libošovice •
Libuň •
Lískovice •
Lukavec u Hořic •
Lužany •
Markvartice •
Miletín •
Milovice u Hořic •
Mladějov •
Mlázovice •
Nemyčeves •
Nevratice •
Nová Paka •
Ohařice •
Ohaveč •
Osek •
Ostroměř •
Ostružno •
Pecka •
Petrovičky •
Podhorní Újezd a Vojice •
Podhradí •
Podůlší •
Radim •
Rašín •
Rohoznice •
Rokytňany •
Samšina •
Šárovcova Lhota •
Sběř •
Sedliště •
Sekeřice •
Slatiny •
Slavhostice •
Sobčice •
Soběraz •
Sobotka •
Stará Paka •
Staré Hrady •
Staré Místo •
Staré Smrkovice •
Střevač •
Sukorady •
Svatojanský Újezd •
Tetín •
Třebnouševes •
Třtěnice •
Tuř •
Úbislavice •
Údrnice •
Úhlejov •
Újezd pod Troskami •
Úlibice •
Valdice •
Veliš •
Vidochov •
Vitiněves •
Volanice •
Vrbice •
Vřesník •
Vršce •
Vysoké Veselí •
Zámostí-Blata •
Zelenecká Lhota •
Železnice •
Žeretice •
Židovice •
Žlunice

## Fordítás
- Ez a szócikk részben vagy egészben  a   Jičín District című angol Wikipédia-szócikk ezen változatának fordításán alapul.  Az eredeti cikk szerkesztőit annak laptörténete sorolja fel. Ez a jelzés csupán a megfogalmazás eredetét és a szerzői jogokat jelzi, nem szolgál a cikkben szereplő információk forrásmegjelöléseként.
- Ez a szócikk részben vagy egészben  az   Okres Jičín című cseh Wikipédia-szócikk ezen változatának fordításán alapul.  Az eredeti cikk szerkesztőit annak laptörténete sorolja fel. Ez a jelzés csupán a megfogalmazás eredetét és a szerzői jogokat jelzi, nem szolgál a cikkben szereplő információk forrásmegjelöléseként.